# Nigüelas
Nigüelas település Spanyolországban, Granada tartományban. Nigüelas Dúrcal, Lanjarón, Lecrín és Villamena községekkel határos. Lakosainak száma 1239 fő (2024).

## Népesség
A település népessége az elmúlt években az alábbi módon változott:
| Lakosok száma | 1054 | 955  | 1149 | 1100 | 1181 | 1219 | 1218 | 1173 | 1198 | 1239 |
|               | 2001 | 2004 | 2006 | 2009 | 2011 | 2014 | 2016 | 2019 | 2021 | 2024 |